# Amia Srinivasan
Amia Srinivasan (Bahrein, 20 december 1984) is een feministische filosoof. Sinds januari 2020 bekleedt ze als hoogleraar de Chichele leerstoel sociale en politieke theorie aan de Universiteit van Oxford. Ze is gespecialiseerd in epistemologie, geschiedenis en theorie van het feminisme, politieke filosofie en metafilosofie.

## Jeugd en opleiding
Srinivasan werd geboren als dochter van Indiase ouders en woonde later in Taiwan, Singapore, New York en Londen. Ze studeerde filosofie aan Yale-universiteit, waar ze in 2007 summa cum laude afstudeerde met een Bachelor of Arts (BA). Ze vervolgde haar opleiding aan het Corpus Christi College, University of Oxford. Daar rondde ze eerst haar postdoctorale Bachelor of Philosophy (BPhil) af in 2009 met een afstudeeronderzoek getiteld Armchair Philosophy & Experimental Philosophy begeleid door John Hawthorne, en vervolgens een promotietraject tot Doctor of Philosophy (PhD/DPhil) als Rhodes Scholar in 2014 met een proefschrift getiteld The Fragile Estate: Essays on Luminosity, Normativity and Metaphilosophy met als promotoren John Hawthorne en Timothy Williamson.

## Academische carrière
In 2009 werd ze verkozen tot fellow aan het All Souls College, Oxford. In 2015 werd ze aangesteld als docent filosofie aan het University College London (UCL). In 2016 ontving ze een Leverhulme Research Fellowship voor het project "At the Depths of Believing". Ze heeft ook fellowship posities bekleed aan de Universiteit van California, Los Angeles, Yale Universiteit en New York Universiteit.
In oktober 2018 trad Srinivasan toe tot St John's College, Oxford als docent filosofie. Daarnaast was ze van 2018 tot 2019 universitair hoofddocent filosofie aan de Faculteit der Wijsbegeerte, Universiteit van Oxford. In september 2019 werd ze voorgedragen als de volgende Chichele Professor of Social and Political Theory aan All Souls College, Oxford: ze nam de benoeming aan op 1 januari 2020. Ze is zowel de eerste vrouw als de eerste persoon van kleur die deze positie bekleedt.
Ze is redacteur van het filosofische tijdschrift Mind en een bijdragende redacteur van de London Review of Books. In 2021 publiceerde Srinivasan een verzameling essays met de titel The Right to Sex. Deze werd in februari 2022 gepubliceerd in het Nederlands met de titel Het Recht op Seks - Feminisme in de 21e eeuw.